# Karl Ronniger
Karl Ronniger (13 août 1871 - 5 février 1954) est un botaniste autrichien spécialiste de la variété Thymus.

## Biographie
Karl Ronniger est né le 13 août 1871 à Gmunden (Autriche). Il fait des études de finance et commence une carrière de haut fonctionnaire en tant que stagiaire à la Chambre des Comptes  de la Direction Nationale à Vienne en 1889. Il vit à Vienne où il entre au Ministère des Finances puis devient directeur du Département des Finances IV. Il prend sa retraite en 1925 et meurt à Vienne le 5 février 1954.
Passionné de botanique, il herborise souvent aux alentours de Vienne et en Autriche. Pour ses recherches botaniques, il voyage beaucoup à  travers l'Europe (Suisse, Méditerranée, ...) et récolte de nombreuses variétés de plantes.

## Reconnaissance scientifique
Il a beaucoup étudié la variété Thymus dont il est l'un des spécialistes reconnus: sa notoriété est telle que le British Museum lui donne accès aux spécimens qu'il conserve et grâce auxquels Ronniger découvre deux nouvelles espèces de thym des îles britanniques.
Il contribue aussi à la découverte de près de 176 plantes, ou la Corse  et participe en tant que déterminateur dans divers herbiers. Il entretient, entre autres, une correspondance avec Maurice Besse, chanoine du Grand-St-Bernard sur la botanique.
Il fait partie du réseau de botanistes internationaux qui échangent régulièrement des espèces (exsiccata) et participent à la réalisation d'herbiers divers comme celui de l'Herbier National de Belgique; il est, entre autres, membre honoraire de la Société Botanique et Club d’Échanges des Iles Britanniques  avec le titre de doctor et travaille aussi avec les jardins botaniques royaux de Kew près de Londres .

### Publications
- (de) Försters Touristenführer in Wiens Umgebungen (Unbekannter Einband). Ed. Viena, 1912, Alfred Hölder.
- (de) Die Alpen zwischen Semmering, Hochlantsch und Erzbergbahn (Broschiert). Ed. Viena Artaria GmbH, 1923.
- (de) Bergland zwischen Traisen und Enns Försteres Turistenführer 4. Teil (Taschenbuch). Ed. Artaria; Auflage: 19, 1924.
- Quelques mots à propos de Thymus serpyllum rosellinus P. Fournier. - 1929, p. 773- 773 - Départ./Région : , Bulletin de la Société Botanique de France, 4, Tome 76 - Fascicule 4.
- (en)New forms of thymus from the British Islands, Vienna.
- (de)Bestimmungstabelle für die Thymusarten des Deutschen Reiches, 1944  .
- Sorbus florentina (Zuccagni) Nyman in Albanien, 1927.
- (de)Beiträge zur Kenntnis der Thymus-Flora der Balkanhalbingel, 1924.
- (en)The distribution of Thymus in Britain, bulletin du Botanical Society and Exchange Club of the British Isles, 1927.
- (de)Über das Vorkommen von Stieldrüsen bei Thymus, 1925.
- (de)Eine unbeschriebene Thymus-Art aus Ostasien, 1931.
- (de)Bestimmungs-Schlüssel für die Thymus-Arten der Flora von Württemberg (einschliesslich der zunächst angrenzenden Gebiete).
- (de)Dei Schweizerischen Arten und Formen der Gattung Melampyrum  L., Vjschr. Naturf. Ges., Zurich.